# Tom Browning (entomologiste)
Pour les articles homonymes, voir Tom Browning (homonymie) et Browning.
Thomas Oakley Browning (né le 28 janvier 1920 et mort en avril 1998) est un scientifique australien spécialisé en entomologie. Depuis sa retraite en 1983, il est professeur émérite de l'université d'Adélaïde.

## Biographie
| 1920      | Naissance, Maitland (Australie-Méridionale)                                             |
| 1948–1952 | Entomologiste, université d'Adélaïde                                                    |
| 1952      | boursier de la Nuffield Foundation                                                      |
| 1953–1962 | Enseignant en zoologie de l'université d'Adélaïde                                       |
| 1963–1983 | Waite Professor d'entomologie                                                           |
| 1971–1977 | directeur de recherche, International Centre for Insect Physiology and Ecology, Nairobi |
| 1983-     | professeur émérite d'entomologie                                                        |
| 1987–1988 | directeur de la chaire Environment Protection Council of South Australia                |

## Œuvres
- (en) T. O. Browning, Australian Dictionary of Biography, vol. 8, Melbourne, Melbourne University Press, 1981 (lire en ligne), « Davidson, James (1885-1945) », p. 226–227
- (en) Charles Birch et T. O. Browning, « Herbert Andrewartha 1907-1992 », Historical Records of Australian Science, vol. 9, no 3,‎ 1993, p. 258–268.